# Авадзитё (станция)
Станция Авадзитё (яп. 淡路町駅 авадзитё: эки) — железнодорожная станция на линии Маруноути, расположенная в специальном районе Тиёда в Токио. Станция обозначена номером M-19. Была открыта 20 марта 1956 года. Станции Огавамати линии Синдзюку и Син-Отяномидзу линии Тиёда соединены со станцией Авадзитё подземными переходами. На станции установлены автоматические платформенные ворота.

## Планировка станции
Две платформы бокового и два пути.
| 1 | ○ Линия Маруноути | Отэмати, Синдзюку, Накано-Сакауэ, Огикубо, Хонантё |
| 2 | ○ Линия Маруноути | Коракуэн, Икэбукуро                                |

## Близлежащие станции
| «       |  | Линия           |  | »          |
| ------- |  | --------------- |  | ---------- |
| Отэмати |  | Линия Маруноути |  | Отяномидзу |